# Rändajad
„Rändajad“ (do češtiny přeloženo jako Nomádi nebo Cestovatelé) je píseň estonské skupiny Urban Symphony, kterou složil estonský skladatel Sven Lõhmus. Píseň reprezentovala Estonsko na Eurovision Song Contest 2009 v ruské Moskvě.
Píseň se představila ve druhém semifinále dne 14. května 2009. Dostatečným počtem bodů zajistila Estonsku místo ve finále, a to poprvé od zavedení semifinále. Ve finále 16. května 2009 píseň získala šesté místo se ziskem 129 bodů. Tímto úspěchem si Estonsko zapsalo nejlepší výsledek v soutěži od roku 2002, kdy ji reprezentovala Sahlene s písní „Runaway“. Estonsko se po šesti letech mohlo radovat z úspěchu.
Rändajad byla vůbec první píseň v estonštině, která se umístila v žebříčcích Velké Británie, Belgie a Švýcarska, zůstala 48 týdnů v estonském Top.
Píseň vypráví příběh o nikdy nekončící kočovné cestě přes písečnou poušť. Píseň může být pochopena jako metafora pro život. Hlavní zpěvačka Urban Symphony – Sandra Nurmsalu – poukazuje na to, že všichni jsme cestující. V hudbě se mísí elektronické zvuky s hrou na housle, violu a violoncello.
Urban Symphony na pódiu Eurovision Song Contest 2009 doprovázeli dvě doprovodné zpěvačky, Mirjam Mesak a Marilin Kongo. Mirjam Mesak byla na jevišti i v Helsinkách roku 2007, kdy s Gerli Padar zastupovala Estonsko. Marilin Kongo se již dříve zúčastnila estonského národního finále pro Eurovision Song Contest, v roce 2006 s písní „Be 1st“ vybojovala osmé místo. Na pódium Eurovision Song Contest se vrátila v roce 2011 s Getter Jaani, která zazpívala píseň „Rockefeller Street“ a i přes velkou favorizaci médii se umístila na pozici 24.
Autorem písně je estonský skladatel Sven Lõhmus, který již napsal tři písně, se kterými se Estonsko prezentovalo na Eurovision Song Contest. Poprvé to byla píseň „Let's Get Loud“ (2005), podruhé skladba „Rändajad“ (2009) a na potřetí píseň „Rockefeller Street“ (2011).

## Seznam písní
Digitální vydání
1. Rändajad (Eurovizní verze) – 3:03
2. Rändajad (Club Mix) – 3:56

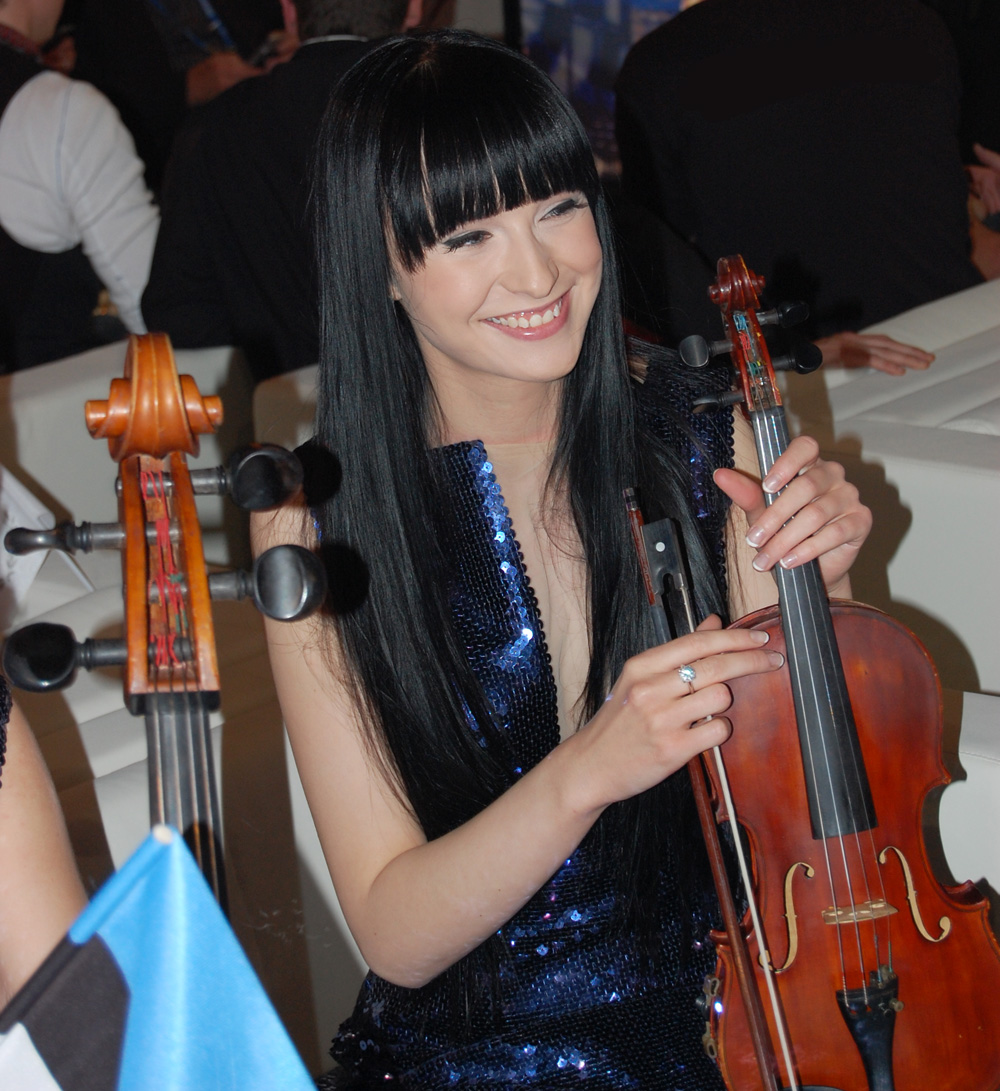
Hlavní zpěvačka Sandra Nurmsalu na Eurovision Song Contest 2009

3. Rändajad (Club Mix Extended) – 5:10
4. Rändajad (Akustická verze) – 2:40

CD
1. Rändajad (Rádio verze) – 2:59
2. Rändajad (Lazy Drumbeat Mix) – 4:40

## Umístění v žebříčcích
| Žebříčky (2009)               | Nejvyšší pozice |
| ----------------------------- | --------------- |
| Belgian Singles Chart         | 68              |
| Estonian Singles Chart        | 3               |
| Finnish Singles Chart         | 10              |
| Greek Billboard Singles Chart | 8               |
| Sverigetopplistan             | 14              |
| Swiss Singles Chart           | 86              |
| UK Singles Chart              | 117             |